# Варюшин, Михаил Петрович
Михаи́л Петро́вич Варю́шин (30 октября 1900, село Черкасское, Пензенская губерния — 13 ноября 1972, Москва) — советский военный деятель, полковник (1938 год).

## Биография
Михаил Петрович Варюшин родился 30 октября 1900 года в селе Черкасское (ныне — Пачелмского района Пензенской области).

### Гражданская война
В начале войны состоял в боевой дружине, сформированной из рядов рабочих Глухоозерского цементного завода в Вольске, а в апреле 1919 года был призван в ряды РККА и зачислен красноармейцем пулемётной команды 1-го Саратовского полка.
В ноябре 1919 года был направлен на учёбу в Саратовские пехотно-пулемётные курсы, находясь на которых, принимал участие в подавлении восстания в Саратове. По окончании курсов в июне 1920 года Варюшин был направлен в 16-ю отдельную эксплуатационно-телеграфную роту (Кавказский фронт), где служил на должностях командира взвода, командира и военкома роты.

### Межвоенное время
В июне 1921 года Варюшин был направлен на учёбу в Высшую военную школу связи РККА в Москве, по окончании которой в июле 1924 года был направлен во 2-ю Туркестанскую стрелковую дивизию (Среднеазиатский военный округ), где служил на должностях командира отдельной роты связи и временно исполняющего должность начальника связи дивизии, а в октябре 1926 года был назначен на должность командира роты отдельного батальона связи Среднеазиатского военного округа.
В июле 1927 года был направлен на учёбу в Военную академию имени М. В. Фрунзе, по окончании которой в октябре 1930 года был назначен на должность начальника связи 19-го стрелкового корпуса (Ленинградский военный округ), в июле 1937 года — на должность начальника 1-й части штаба 62-й стрелковой дивизии, а в феврале 1937 года — на должность начальника 1-го отделения штаба 13-го стрелкового корпуса (Киевский военный округ).
В августе 1938 года Варюшин был переведён на службу в Генеральный штаб РККА, где временно исполнял должность начальника 6-го отделения 4-го отдела, а с февраля 1939 года — начальника этого отдела. В августе был назначен на должность начальника 13-го отдела, а в марте 1940 года — на должность начальника общего отдела.
В октябре 1940 года был направлен на учёбу в Академию Генерального штаба РККА.

### Великая Отечественная война
В ноябре 1941 года Варюшин был назначен на должность заместителя начальника штаба — начальника оперативного отдела 61-й резервной армии, сформированной в составе Приволжского военного округа с подчинением Ставке ВГК. Находясь на этой должности, принимал участие в битве под Москвой. За невыполнение армией боевого приказа по прорыву обороны противника Варюшин был отстранён от должности.
В феврале 1942 года был назначен на должность начальника штаба 7-го кавалерийского корпуса, в апреле — на должность старшего помощника начальника оперативного отдела штаба 61-й армии (Западный фронт), а в августе — на должность начальника штаба 342-й стрелковой дивизии, однако был отстранён от должности «по несоответствию» и в апреле 1943 года был назначен на должность заместителя начальника штаба 3-й резервной армии по ВПУ, в июле 1943 года — на должность начальника штаба 61-го стрелкового корпуса (69-я армия, Степной фронт), успешно действовавшего в ходе Белгородско-Харьковской наступательной операции. С 26 мая по 25 июня 1944 года временно исполнял должность командира 61-го стрелкового корпуса, успешно действовавшего в ходе Белорусской наступательной операции и освободившего города Лунинец, Пинск и Кобрин. За проявленную личную инициативу и высокие командирские качества полковник Михаил Петрович Варюшин был награждён орденом Красного Знамени.
В конце июня 1944 года был назначен на должность начальника оперативного отдела штаба 69-й армии, которая принимала участие в ходе Люблин-Брестской, Варшавско-Познанской и Берлинской наступательных операций, а также в освобождении городов Люблин, Хелм, Радом, Томашов, Лодзь и Магдебург.
В июне 1945 года Михаил Петрович Варюшин был назначен на должность начальника штаба 94-го стрелкового корпуса в составе (39-я армия, Забайкальский фронт), находясь на которой, принимал участие в ходе Хингано-Мукденской наступательной операции во время советско-японской войны.

### Послевоенная карьера
В октябре 1945 года Варюшин был назначен на должность военного коменданта города Колган, а в ноябре — на должность начальника штаба 26-го стрелкового корпуса (1-я Краснознамённая армия, Забайкальско-Амурский военный округ). В сентябре 1946 года был прикомандирован к Военной академии имени М. В. Фрунзе для использования на преподавательской работе и в ноябре 1947 года был назначен на должность старшего преподавателя кафедры общей тактики этой академии.
В апреле 1952 года полковник Михаил Петрович Варюшин вышел в отставку. Умер 13 ноября 1972 года в Москве.

## Награды
- Орден Ленина;
- Четыре ордена Красного Знамени;
- Орден Отечественной войны 1-й и 2-й степеней;
- Медали[1].